# Flughafen Cincinnati

i7
i11
i13
Der Flughafen Cincinnati (englisch Cincinnati/Northern Kentucky International Airport, IATA-Code: CVG, ICAO-Code: KCVG) ist der 1947 als ziviler internationaler Flughafen übernommene, ehemalige Militärflugplatz von Cincinnati.
Flughafenbetreiber ist das staatliche Kenton County Airport Board.

## Geschichte
Der Cincinnati/Northern Kentucky International Airport wurde 1944 eröffnet und während des Zweiten Weltkriegs für die Ausbildung von Piloten der United States Army Air Forces genutzt. Nach dem Ende des Krieges wurde der Flughafen an das Kenton County Airport Board übertragen, welches auf dem Gelände in Boone County einen zivilen Flughafen errichtete. Die erste Fluggesellschaft vor Ort war im Jahr 1946 Boone County Airlines, welche ein Holzgebäude als Passagierterminal nutzte.
Im Folgejahr wurde ein dreistöckiges Terminal aus Ziegelsteinen errichtet. Im Januar 1947 landete mit einer Douglas DC-3 der American Airlines der erste kommerzielle Flug. Das Jet-Zeitalter begann für den Flughafen im Jahr 1960. 1964 wurde das Terminal auf eine Fläche von rund 13.750 Quadratmeter erweitert. Am 23. Dezember 1972 wurde die Interstate 275, welche den Flughafen mit der Interstate 75 verbindet, eröffnet. Zwei Jahre später wurden zwei weitere Terminals für 38 Millionen USD errichtet, sodass die Fläche der Terminals auf insgesamt rund 44.593 Quadratmeter stieg. 1979 wurde die Start- und Landebahn 9R/27L saniert, die Start- und Landebahn 18/36 folgte im nächsten Jahr.

## Lage und Verkehrsanbindung
Der Cincinnati/Northern Kentucky International Airport liegt 13 Kilometer südwestlich des Stadtzentrums von Cincinnati auf dem Gebiet von Hebron im Boone County, Kentucky. Die Kentucky Route 212 verbindet das Passagierterminal mit der Anschlussstelle an der Interstate 275, der Ringautobahn des Großraums Cincinnati. In der Nähe des Terminals kreuzt die Kentucky Route 212 außerdem die Kentucky Route 236. Die Interstate 275 kreuzt einige Kilometer östlich des Flughafengeländes außerdem die Interstates 71 und 75, die auf einer gemeinsamen Trasse verlaufen.
In den Öffentlichen Personennahverkehr ist der Cincinnati/Northern Kentucky International Airport durch Busse eingebunden, die Linie 2X der Transit Authority of Northern Kentucky (TANK) verbindet den Flughafen regelmäßig mit den Stadtzentren von Covington und Cincinnati.

### Drehkreuz von Delta Air Lines
Nach dem Erlass des Airline Deregulation Act errichtete Delta Air Lines im Jahr 1981 ein Drehkreuz am Cincinnati/Northern Kentucky International Airport. Die Zahl der Flugsteige wurde für 5,5 Mio. USD auf zehn erhöht. 1984 errichtete DHL eine Sortierhalle für Pakete. 1987 erhöhte Delta Air Lines die Zahl seiner Flugsteige für 45 Mio. USD auf 22, sodass der Flughafen insgesamt über 40 Flugsteige verfügte.
Am 10. Januar 1991 wurde die Start- und Landebahn 18L/36R eröffnet. Ab 1992 wurde der Flughafen für rund 500 Mio. USD erneut deutlich erweitert. Um für die Erweiterung Platz zu schaffen, wurde die Start- und Landebahn 9L/27R geschlossen. Unter anderem wurden ein neues Terminal 3 mit drei Abfertigungshallen (Concourses) errichtet sowie ein neues Straßensystem und eine Bahn, welche die Einrichtungen von Delta Air Lines unterirdisch miteinander verbindet. Die Fertigstellung von Concourse B erhöhte die Zahl der Flugsteige von Delta Air Lines auf 50. Im Jahr 1994 wurde Concourse C eröffnet, das von der Regionalfluggesellschaft Comair genutzt wurde. Es verfügte über 48 Flugsteige und konnte mehr als 50 Flugzeuge gleichzeitig abfertigen.
Im Jahr 2001 sanken die Passagierzahlen infolge eines Pilotenstreiks bei Comair und der Terroranschläge am 11. September 2001 deutlich. 2003 errichtete DHL für 220 Mio. USD ein neues Luftfracht-Drehkreuz mit einer Fläche von rund 61 Hektar am südlichen Ende des Flughafens.
Im nächsten Jahr entschied DHL, sein Frachtdrehkreuz größtenteils zum Airborne Airpark verlegen. Die Verlegung erfolgte im Jahr 2005. Ebenfalls im Jahr 2005 begann Delta Air Lines mit der Reduzierung des Angebots. Die Fluggesellschaft beantrage am 14. September 2005 Insolvenz nach Chapter 11. Außerdem wurde die Start- und Landebahn 18R/36L fertiggestellt, was dem Flughafen den parallelen Betrieb von drei Start- und Landebahnen ermöglichte. Zum Ende des Jahres erreichte man mit 22.778.785 Passagieren letztmals einen neuen Rekord.

### Entwicklung zum Luftfracht-Drehkreuz
In den Folgejahren reduzierte Delta Air Lines das eigene Angebot und das Angebot der Tochtergesellschaft Comair deutlich. 2009 entschied DHL, das Frachtdrehkreuz im Sommer des Jahres wieder zum Cincinnati/Northern Kentucky International Airport zu verlegen. Im gleichen Jahr wurde Concourse C geschlossen, Comair nutzte anschließend die anderen Abfertigungshallen. Am 29. September 2012 stellte Comair den Betrieb ein. 2016 wurde Concourse C abgerissen.
Bis 2016 erweiterte DHL das Luftfracht-Drehkreuz. Anfang 2017 kündigte der Online-Versandhändler Amazon an, auf dem Gelände des Flughafens ein Frachtdrehkreuz für die eigene virtuelle Frachtfluggesellschaft zu errichten und hierbei rund 1,5 Milliarden Dollar zu investieren. Der erste Spatenstich erfolgte im Mai 2019, die Fertigstellung des ersten Teils soll im Jahr 2021 erfolgen. Als erstes hat im August 2021 das neue Sortiergebäude den Betrieb aufgenommen.

## Flughafenanlagen

Flughafendiagramm (veraltet)

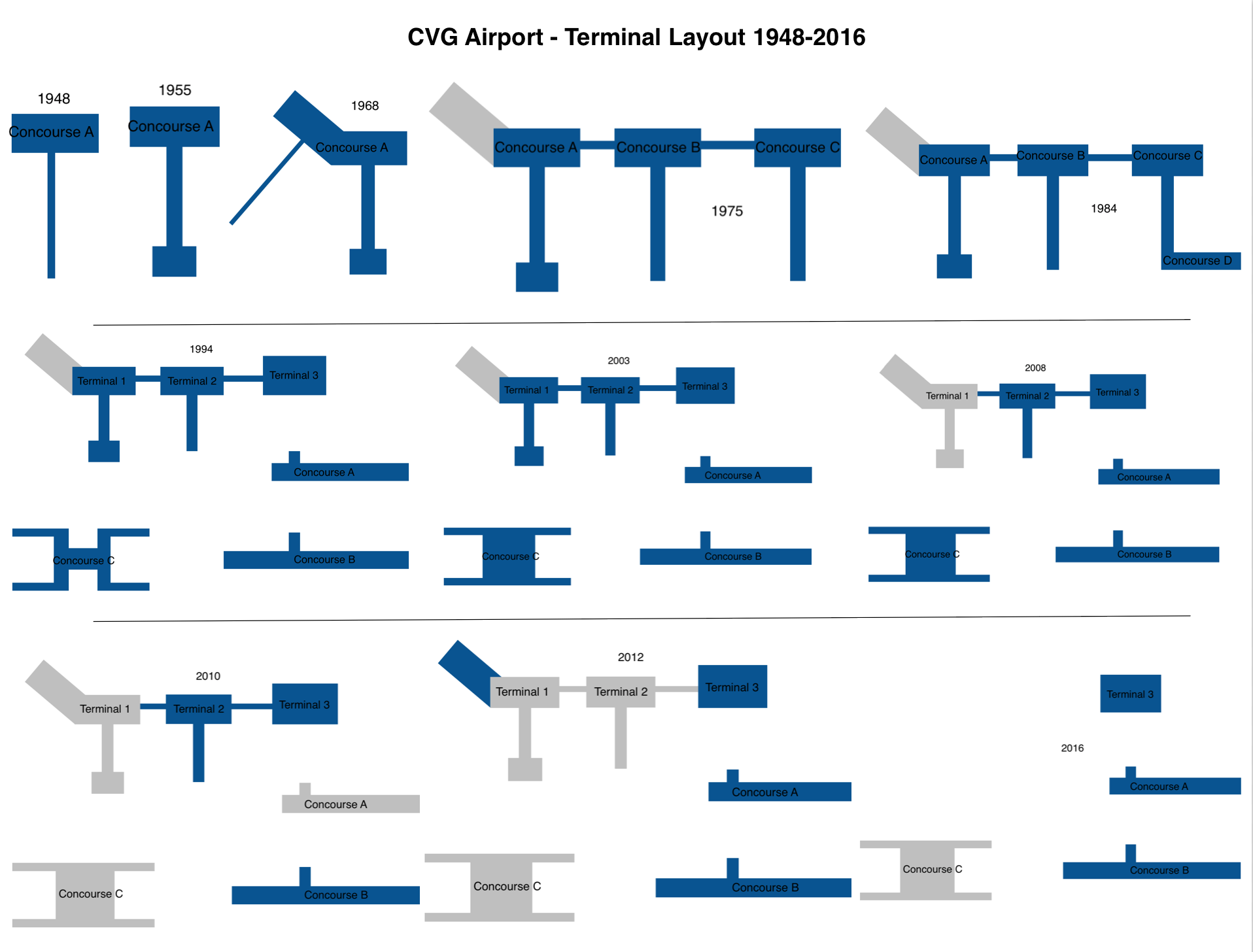
Entwicklung der Passagierterminals

Der Cincinnati/Northern Kentucky International Airport verfügt über vier Start-/Landebahnen und ein Passagierterminal. Von ehemals drei Passagierterminals befindet sich nur noch das ehemalige Terminal 3 (nun Main Terminal genannt) in Betrieb, und das auch nur mit zwei von ehemals drei Abfertigungshallen (Concourses A und B). Hierin spiegelt sich der Bedeutungsverlust des Flughafens für den Hauptkunden Delta Air Lines seit etwa der Jahrtausendwende wider.

### Start- und Landebahnen
Drei der vier Start- und Landebahnen des Cincinnati/Northern Kentucky International Airport verlaufen parallel zueinander. Die östliche Start- und Landebahn 18L/36R ist 3048 Meter lang und wurde 1991 eröffnet. Die mittlere Start- und Landebahn 18C/36C 3353 Meter lang, sie zählte zu den ersten Start- und Landebahnen des Flughafens. Die westliche Start- und Landebahn 18R/36R ist mit einer Länge von 2438 Metern die kürzeste Start- und Landebahn des Cincinnati/Northern Kentucky International Airport und wurde erst 2005 eröffnet. Die Querwindbahn 09/27 ist mit einer Länge von 3658 Metern die längste Start- und Landebahn des Flughafens. Sie wurde am 20. März 1967 eröffnet. Alle Start- und Landebahnen sind 46 Meter breit. Die beiden kürzeren Start- und Landebahnen sind mit einem Belag aus Beton ausgestattet, während der Belag der beiden längeren Start- und Landebahnen teilweise aus Asphalt und Beton besteht.

### Passagierterminal
Das heutige Main Terminal wurde 1994 eröffnet. Die Haupt-Sicherheitskontrollen befinden sich auf demselben Stockwerk wie die Check-in-Schalter. Diese neuen, erweiterbaren Kontrollen öffneten im November 2009. Nach dem Passieren der Sicherheitskontrollen können die Passagiere die Fahrstühle und Rolltreppen zum Cincinnati Airport People Mover im Untergeschoss nehmen, der das Passagierterminal mit beiden Concourses. Ankommende Passagiere können das Terminal mithilfe von Fahrstühlen und Rolltreppen zum Gepäckbänder-Stockwerk oder zu den Verkehrsmitteln im Erdgeschoss nehmen.

#### Concourse A
Concourse A wird von den Fluggesellschaften Air Canada Express, Allegiant Air, Frontier Airlines, Southwest Airlines und United Airlines genutzt. Zusätzlich werden im Concourse A Charterflüge für den Reiseveranstalter Apple Vacations durchgeführt. American Airlines zog 2018 vom Concourse A in den Concourse B um. Die meisten Fluggesellschaften haben zuvor Terminal 2 genutzt, bevor dieses geschlossen wurde. Concourse A wurde als Erweiterung für Terminal C errichtet, als Delta Air Lines ein Drehkreuz in Cincinnati errichtete. Der Concourse A wurde von Delta Air Lines, Continental Airlines und Northwest Airlines genutzt, bis Delta diesen schloss. Kurze Zeit später wurde der Concourse umfangreich renoviert und am 15. Mai 2012 wieder eröffnet. Aufgrund seiner Insellage ist der Concourse A nur mithilfe von unterirdischen Fahrsteigen oder Peoplemovern erreichbar. Insgesamt verfügt Concourse A über 23 Flugsteige.

#### Concourse B
Concourse B wird von Delta Air Lines und seit 2018 auch von American Airlines genutzt. Im Concourse befinden sich die primäre Einrichtung der United States Customs and Border Protection und fertigt alle Ankünfte ohne Preclearance ab. Wie Concourse A ist Concourse B aufgrund seiner Insellage auf dem Vorfeld nur mithilfe von unterirdischen Fahrsteigen oder Peoplemovern erreichbar. Concourse B verfügt über 28 Flugsteige mit Fluggastbrücken und einen Delta Sky Club.

### Ehemalige Passagierterminals

#### Terminal 1
Die letzten Nutzer des Terminal 1 waren die Fluggesellschaft US Airways und danach die Flughafenverwaltung. Es wurde ursprünglich 1947 errichtet. Der Abriss begann im Jahr 2016. Das Terminal wurde 2007 für den Flugbetrieb geschlossen und ab 2016 abgerissen.

#### Terminal 2
DasTerminal 2 wurde ursprünglich 1974 errichtet. Es wurde bis Mai 2012 von Air Canada, American Airlines, United Airlines und US Airways genutzt. Anschließend wurden alle Fluggesellschaften in das Terminal 3 verlegt und das Terminal 2 geschlossen. Der Abriss begann im Jahr 2016.

#### Concourse C
Der Concourse C wurde 1994 speziell zur Abfertigung von Regionalflugzeugen eröffnet. Es wurde vor allem von Comair, welche ihre Flüge unter der Marke Delta Connection durchführte, abgefertigt. Es war nicht mit den anderen Passagierterminals und Concourses verbunden, daher mussten Passagiere Shuttlebusse nutzen. Aufgrund der sinkenden Passagierzahlen wurde das Gebäude 2009 geschlossen und ab 2016 abgerissen.

### Frachtterminals
Der Cincinnati/Northern Kentucky International Airport ist der Standort des Nordamerika-Drehkreuzes von DHL. Außerdem besteht seit 2018 ein Drehkreuz des Onlineversandhändlers Amazon für die eigene virtuelle Frachtfluggesellschaft Amazon Air. Es liegt am südlichen Rand des Flughafengeländes.

### Flugzeugwartung
Der Flughafen wird von zahlreichen Luftfahrtunternehmen als Wartungsstandort genutzt. Delta Air Lines verfügt über einen Hangar für ihre Tochtergesellschaft Delta TechOps. Delta Private Jets, die ebenfalls eine Tochtergesellschaft von Delta Air Lines ist, hat ihr Hauptquartier und Wartungshangars am Cincinnati/Northern Kentucky International Airport. Endeavor Air nutzt außerdem ehemalige Comair-Hangars für die Wartung ihrer Flugzeuge. PSA Airlines betreibt einen Wartungshangar und eine Crewbasis auf dem Flughafen.

## Fluggesellschaften und Ziele
Der Cincinnati/Northern Kentucky International Airport dient der Frachtfluggesellschaft Amazon Air als Heimatflughafen.
Die Fluggesellschaft Delta Air Lines betrieb auf dem Flughafen jahrelang ein nationales Drehkreuz, allerdings wurde das Angebot erst ab 2005 massiv reduziert und das Drehkreuz schließlich im Jahr 2017 aufgegeben. Die inzwischen eingestellte Tochtergesellschaft Comair hatte hier außerdem ihr Haupt-Drehkreuz. Bis zur Fusion mit Atlas Air war der Cincinnati/Northern Kentucky International Airport zudem der Heimatflughafen der Southern Air.
Vom Cincinnati/Northern Kentucky International Airport aus werden 47 nationale Ziele bedient. Zusätzlich werden einige wenige internationale Ziele in Mittelamerika, Kanada und Europa angeflogen.

## Verkehrszahlen
| Betriebs- jahr | Fluggastaufkommen | Luftfracht (Tonnen) (mit Luftpost) | Flugbewegungen (mit Militär) |
| -------------- | ----------------- | ---------------------------------- | ---------------------------- |
| 2022           | 7.573.416         | 1.794.817                          | 145.606                      |
| 2021           | 6.282.253         | 1.537.311                          | 132.867                      |
| 2020           | 3.615.139         | 1.301.023                          | 113.377                      |
| 2019           | 9.103.554         | 1.132.873                          | 162.106                      |
| 2018           | 8.865.568         | 1.126.107                          | 161.672                      |
| 2017           | 7.842.149         | 946.429                            | 150.463                      |
| 2016           | 6.773.905         | 742.407                            | 137.225                      |
| 2015           | 6.316.332         | 729.456                            | 133.068                      |
| 2014           | 5.908.711         | 655.378                            | 133.518                      |
| 2013           | 5.718.255         | 594.641                            | 137.671                      |
| 2012           | 6.038.817         | 544.111                            | 143.447                      |
| 2011           | 7.034.263         | 487.284                            | 161.912                      |
| 2010           | 7.977.588         | 377.109                            | 177.597                      |
| 2009           | 10.622.185        | 138.772                            | 222.677                      |
| 2008           | 13.630.443        | 43.916                             | 285.484                      |
| 2007           | 15.736.220        | 39.698                             | 328.069                      |
| 2006           | 16.244.962        | 43.298                             | 345.754                      |
| 2005           | 22.778.785        | 251.654                            | 496.366                      |
| 2004           | 22.062.557        | 413.390                            | 517.520                      |
| 2003           | 21.197.447        | 392.776                            | 505.557                      |
| 2002           | 20.812.642        | 350.083                            | 486.501                      |
| 2001           | 17.270.475        | -                                  | 376.744                      |
| 2000           | 22.406.384        | -                                  | 461.454                      |
| 1999           | 21.753.512        | -                                  | 476.128                      |
| 1998           | 21.124.216        | -                                  | 442.276                      |
| 1997           | 19.866.308        | -                                  | 417.391                      |
| 1996           | 18.795.766        | -                                  | 401.367                      |
| 1995           | 15.181.728        | -                                  | 365.114                      |
| 1994           | 13.593.522        | -                                  | 339.839                      |
| 1993           | 12.213.874        | -                                  | 312.204                      |
| 1992           | 11.545.682        | -                                  | 305.544                      |

1. ↑  Bei den Passagierzahlen der Jahre 1992 bis 2001 handelt es sich um die Verdoppelung der Zahl der abfliegenden Passagiere.

### Verkehrsreichste Strecken
| Rang | Stadt                     | Passagiere | Fluggesellschaften                            |
| ---- | ------------------------- | ---------- | --------------------------------------------- |
| 01   | Atlanta, Georgia          | 307.330    | Delta, Frontier                               |
| 02   | Orlando, Florida          | 214.060    | Delta, Frontier, Southwest                    |
| 03   | Denver, Colorado          | 213.250    | Allegiant, Delta, Frontier, Southwest, United |
| 04   | Chicago–O’Hare, Illinois  | 152.510    | American, Delta, United                       |
| 05   | Dallas/Fort Worth, Texas  | 148.980    | American, Delta, Frontier                     |
| 06   | Charlotte, North Carolina | 139.680    | American                                      |
| 07   | Las Vegas, Nevada         | 123.190    | Allegiant, Delta, Frontier                    |
| 08   | Fort Myers, Florida       | 117.460    | Delta, Frontier, Southwest                    |
| 09   | Tampa, Florida            | 109.330    | Delta, Frontier, Southwest                    |
| 10   | Fort Lauderdale, Florida  | 97.060     | Allegiant, Delta                              |

## Zwischenfälle
- Am 12. Januar 1955 kollidierte eine Martin 2-0-2 der Trans World Airlines (TWA) (Luftfahrzeugkennzeichen N93211) kurz nach dem Start in etwa 250 Meter Höhe mit einer Douglas DC-3 (N999B) und stürzte 4 Kilometer westlich ab. Alle 13 Insassen sowie die beiden der DC-3 kamen um (siehe auch Trans-World-Airlines-Flug 694).[37]

- Am 14. November 1961 verunglückte eine Douglas DC-4 der US-amerikanischen Zantop Air Transport (N30061) bei der Landung auf dem Flughafen Cincinnati und brannte aus. Die beiden Besatzungsmitglieder, einzige Insassen auf dem Frachtflug, überlebten den Unfall.[38]

- Am 6. November 1967 startete eine Boeing 707-131 der Trans World Airlines vom Flughafen Cincinnati in Richtung Los Angeles. Als die Maschine eine neben der Rollbahn stehende Douglas DC-9 der Delta Air Lines passierte, verursachte der Triebwerksschub der DC-9 einen Flammabriss an Triebwerk Nr. 4 der Boeing. Die Besatzung der Boeing leitete einen Startabbruch ein, die Maschine kam jedoch nicht rechtzeitig zum Stehen und rollte über einen Hügel und hob für einen Augenblick ab. Beim Wiederaufsetzen riss das Triebwerk ab und die Maschine schlitterte 100 Meter über die Landebahn hinaus. Der Rumpf brach auseinander und der rechte Flügel riss ab. Die siebenköpfige Besatzung überlebte den Unfall, von den 29 Passagieren kam eine Person ums Leben (siehe auch Trans-World-Airlines-Flug 159).[39]

- Am 20. November 1967 flog eine CV-880 der TWA (N821TW) während eines Nachtanflugs bei leichtem Schneefall knapp 3 Kilometer vor Erreichen der Landebahn des Flughafens ins Gelände. Von den 82 Insassen wurden 70 getötet (siehe auch Trans-World-Airlines-Flug 128).[40]

- Am 2. Juni 1983 musste eine Douglas DC-9-32 der Air Canada (C-FTLU) aufgrund eines Brandes notlanden. Nach der erfolgreichen Notlandung wurden die Türen geöffnet. Durch den eintretenden Sauerstoff breitete sich der Brand schlagartig aus. Von den 46 Personen an Bord konnten 23 das Flugzeug nicht rechtzeitig verlassen und wurden getötet (siehe auch Air-Canada-Flug 797).[41]

- Am 13. August 2004 stürzte eine Convair CV-580 der US-amerikanischen Air Tahoma (N586P) im Anflug auf den Flughafen Cincinnati 1 Kilometer südlich davon ab, da für beide Triebwerke die Treibstoffzufuhr beendet war. Der Kapitän hatte aufgrund fehlerhafter Tankwahlschaltung und mangelhafter Kontrolle den gesamten linken Tank leergeflogen, obwohl im rechten noch genug Kerosin vorhanden war. Von den beiden Piloten, den einzigen Insassen auf dem Frachtflug, wurde einer getötet.[42]